# Rasmus Bengtsson
Rasmus Bengtsson (Malmö, 26 de junio de 1986) es un exfutbolista sueco que jugaba de defensa y fue internacional con la selección de fútbol de Suecia.

## Carrera deportiva
Bengtsson comenzó su carrera deportiva en el Trelleborgs FF en 2006, abandonando el club en 2009 para jugar en el Hertha Berlin, rechazando ofertas de otros equipos como la S. S. Lazio.

### Twente
En 2010 fichó por Twente de la Eredivisie neerlandesa, logrando ganar la KNVB Beker y la Supercopa de los Países Bajos con el club de Enschede.

### Malmö
En 2015 fichó por el Malmö FF. Abandonó el club en marzo de 2021 y en abril anunció que se había retirado.

## Carrera internacional
Bengtsson fue internacional sub-21 con la selección de fútbol de Suecia, antes de convertirse en internacional absoluto en enero de 2009, en un amistoso frente a la selección de fútbol de México.

## Clubes
| Club             | País         | Año       |
| ---------------- | ------------ | --------- |
| Trelleborgs FF   | Suecia       | 2006-2009 |
| Hertha de Berlín | Alemania     | 2009-2010 |
| F. C. Twente     | Países Bajos | 2010-2015 |
| Malmö FF         | Suecia       | 2015-2021 |

## Palmarés

### Títulos nacionales
| Título                        | Club           | País         | Año  |
| ----------------------------- | -------------- | ------------ | ---- |
| Superettan                    | Trelleborgs FF | Suecia       | 2006 |
| Supercopa de los Países Bajos | F. C. Twente   | Países Bajos | 2010 |
| Copa de los Países Bajos      | F. C. Twente   | Países Bajos | 2011 |
| Supercopa de los Países Bajos | F. C. Twente   | Países Bajos | 2011 |
| Allsvenskan                   | Malmö FF       | Suecia       | 2016 |
| Allsvenskan                   | Malmö FF       | Suecia       | 2017 |
| Allsvenskan                   | Malmö FF       | Suecia       | 2020 |